# Marie Antoinette (ur)
 For alternative betydninger, se Marie Antoinette (flertydig). (Se også artikler, som begynder med Marie Antoinette)
Breguet No. 160 grand complication, mere almindeligt kendt som Marie-Antoinette eller the Queen er et ur af den schweiziske urmager Abraham-Louis Breguet. Det er blevet kaldt "et digt til et urværk". Urvæket i uret blev påbegyndt i 1782 og blev færdiggjort af Breguets søn i 1827 fire år efter Breguets død.
Uret spiller en central rolle i handlingen i Allen Kurzweils roman The Grand Complication.

## Historie
Uret blev sandsynligvis bestilt i 1783 af grev Hans Axel von Fersen, der var en af den franske dronning Marie Antoinettes beundrere og muligvis elsker.
Det to næste 20 år at færdiggøre det. Marie Antoinette nåede aldrig at se uret, da det først var færdigt 34 år efter hun var blevet henrettet. Arbejdet stoppede i 7 år (1789–1795) under Breguets eksil. Marie Antoinette var fortsat i Breguets besiddelse indtil han solgte firmaet til Sir Spencer Brunton i 1887. Det fandt siden vej til Sir David Lionel Salomons, der samlede på Breguet-ure, samling i 1920'erne.
Da han døde testementerede han 57 af sine bedste Bregeut-ure (inklusive Marie ANtoinette) til L.A. Mayer Institute for Islamic Art in Jerusalem.
Det blev stjålet fra museet i 1983 af Na'aman Diller, men blev genfundet i 2007. I 2013 blev det vurderet til $30 millioner.

## Replika
Urmagere fra Breguet blev bestilt til at fremstille en kopi af uret i 2005, støttet af af formanden for Swatch Nicolas Hayek. Uret var færdigt 3 år senere, hvor det blev fremvist til offentligheden i en egetræsæske, som var blevet fremstillet af Antionettes yndlingstræ.